# Robert F. Bradford
Robert Fiske Bradford (15 décembre 1902 - 18 mars 1983) est un homme politique américain.